# Bernard Arlin
Pour les articles homonymes, voir Arlin.
Bernard Arlin, né le 25 juillet 1942 à Lyon,, est un joueur français de hockey sur gazon, licencié au FC Lyon.

## Carrière
Il a notamment remporté cinq des dix fois de champions de France consécutif remportés par le FC Lyon.
Il a également participé aux Jeux olympiques d'été à Mexico en 1968 (10e).